# پی.ای. ورکس
پی. ای. ورکس (به انگلیسی: P.A. Works, Inc.) Kabushiki-gaisha Pī Ē Wākusu (ژاپنی: 株式会社ピーエーワークス, پی. ای خلاصه شده جمله «آثار انیمیش پیشرو» (Progressive Animation Works)) یک استودیو پویانمایی ژاپنی است که در ۱۰ نوامبر ۲۰۰۰ در نانتو، تویاما تأسیس شد.